# Зоолошки врт Кампот
Зоолошки врт Кампот се налази око 10 км од провинцијског града Кампот, Камбоџа. Зоо врт је основан 1999, а отворен је 2000. године од стране сенатора Нхима Ванда, који је од 2014. године његов власник као и Зоолошког врта Бајап.
Површине је преко 23 хектара, што га чини другим по величини зоолошким вртом у Камбоџи.
Године 2006. у зоо врт смештено је преко 150 животиња 52 различите врсте, и додата су четири нилска коња, четири зебре и неколико нојева.
Зоолошки врт Кампот је у 2011. години сарађивао са Пном Тамао Центром за заштиту природе (Phnom Tamao Wildlife Rescue Centre) како би побољшали услове у којима животиње живе и радне навике запослених.